# Froward

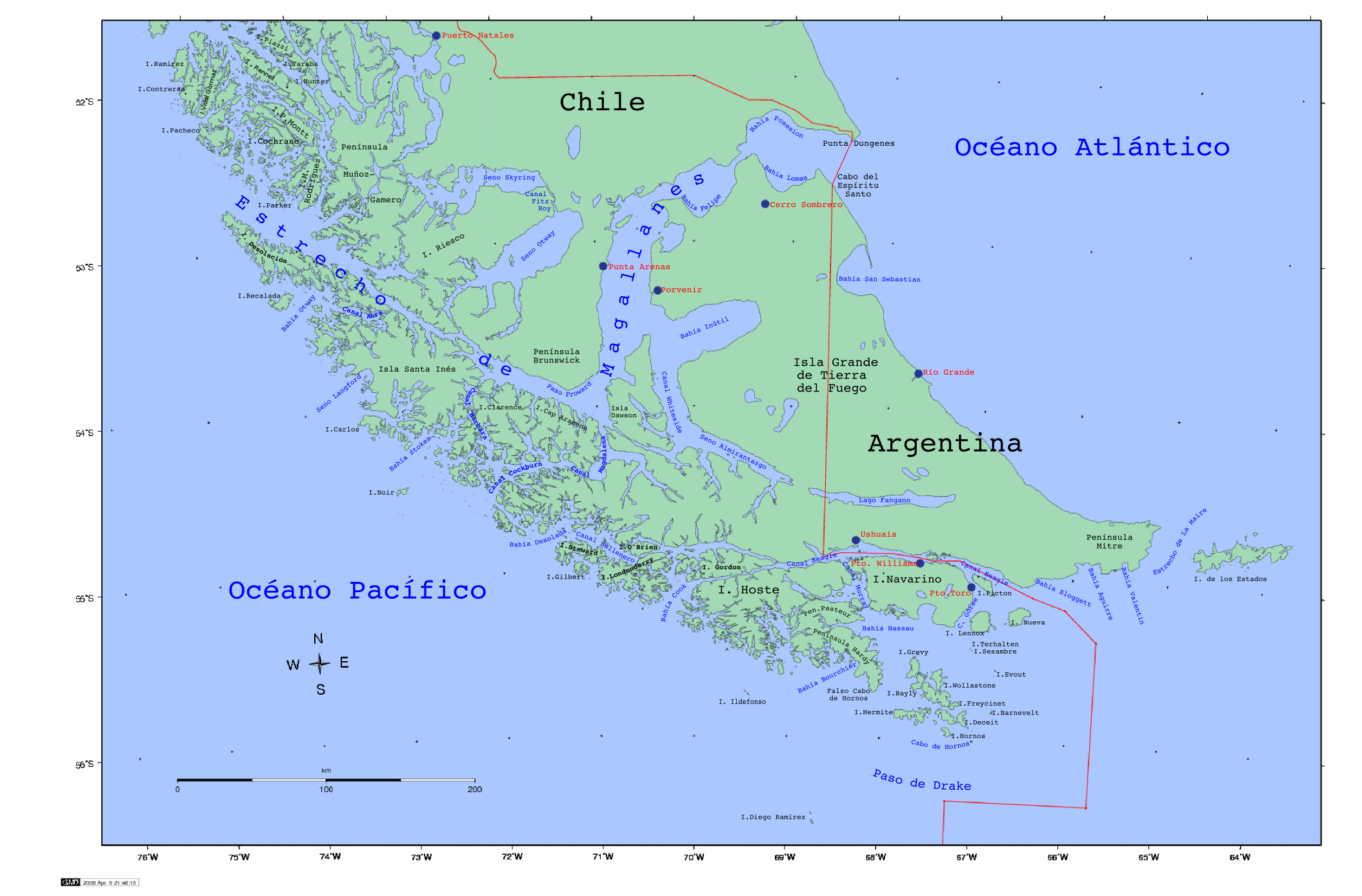
Nejjižnější část Jižní Ameriky s mysem Froward

Froward je mys, nejjižnější bod jihoamerické pevniny. Nachází se na severním pobřeží Magellanova průlivu a tvoří výběžek Brunšvického poloostrova v nejjižnější části Chile.
Mys byl pojmenován v lednu 1587 korzárem Thomasem Cavendishem podle nehostinného, deštivého a větrného podnebí. Jméno Froward znamená odporný, nepřátelský či neovladatelný.
Na vrcholu kopce mysu Froward byl umístěn veliký kovový kříž, pojmenovaný Cruz de los Mares, který byl vztyčen roku 1987 na počest papeže Jana Pavla II., který navštívil Chile. Kříž byl poprvé vztyčen roku 1913 a poté ještě několikrát, po opakovaném zřícení v drsném podnebí.